# Leptotogea usambararum
Leptotogea usambararum là một loài tò vò trong họ Ichneumonidae.